# Contreuve
 Contreuve  es una población y comuna francesa, en la región de Champaña-Ardenas, departamento de Ardenas, en el distrito y cantón de Vouziers.

## Demografía
| 340                       | 341 | 336 | 361 | 340 | 337 | 335 | 354 | lac. | lac. | lac. | 330 | 314 | 315 | 268 | 266 | 242 | 229 | 224 | 212 | 203 | 193 | 196 | 171 | 162 | 151 | 130 | 132 | 118 | 94 | 77 | 70 | 73 | 70 |
| (Fuente: Cassini e INSEE) |     |     |     |     |     |     |     |      |      |      |     |     |     |     |     |     |     |     |     |     |     |     |     |     |     |     |     |     |    |    |    |    |    |